# The Legend of Heroes: Trails from Zero
The Legend of Heroes: Trails from Zero (jap.: 英雄伝説 零の軌跡, Hepburn: Eiyū Densetsu: Zero no Kiseki) ist ein rundenbasiertes Rollenspiel des japanischen Entwicklerstudios Nihon Falcom. Es ist der siebte Teil der Videospiel-Reihe The Legend of Heroes und bildet erzählerisch zusammen mit seinem Nachfolger The Legend of Heroes: Trails to Azure die sogenannte Crossbell-Dilogie. Es erschien erstmals 2010 zunächst für die Handheldkonsole PlayStation Portable und nur in Japan. Zu späteren Zeitpunkten wurden Versionen für PlayStation Vita, Microsoft Windows, PlayStation 4 und Nintendo Switch veröffentlicht. Für den Herbst 2022 wurde eine englische Lokalisierung des Spiels angekündigt, die erstmals weltweit erscheinen soll.

## Spielmechanik
Der Spieler steuert eine Party aus bis zu vier Mitgliedern, die sich in rundenbasierten Kämpfen gegen die Gegner durchsetzen müssen. Die Party ist während des ganzen Spiels in einem Gebäude untergebracht. Jedes Partymitglied verfügt über sein eigenes Zimmer und am Morgen jedes Spieltages erhält die Party an einem Computerterminal ihre Aufgaben für den heutigen Tag.
Diese Aufgaben sind untergliedert in Aufgaben, die erledigt werden müssen, um die Handlung voranzutreiben, und optionale Aufgaben, die wahlweise erledigt werden können. Typische Aufgaben sind das Erledigen eines Monsters, das Lösen eines Kriminalfalls oder das Erforschen eines Dungeons.

## Handlung

### Spielwelt
Das Videospiel spielt im Stadtstaat Crossbell (クロスベル). Crossbell befindet sich zwischen zwei miteinander verfeindeten Großmächten: dem Kaiserreich Erebonia (エレボニア帝国) im Westen und der Calvard Republik (カルバード共和国) im Osten.
Crossbell war lange Zeit Schauplatz diverser Auseinandersetzungen, was nach einer wechselvollen Geschichte dazu führte, dass Erebonia und Calvard die Suzeränität über Crossbell ausüben.
Der Stadtstaat Crossbell besteht aus der Stadt Crossbell, den Dörfern Armorica (アルモリカ) und Mainz (マインツ), dem Universitätskrankenhaus St. Ursula (聖ウルスラ) und dem Vergnügungspark Mishelam (ミシュラム).

### Geschichte
Das Spiel spielt im Jahr 1204 und beginnt damit, dass Lloyd Bannings seinen Dienst als Polizist in Crossbell antritt. Die Einheit, der er zugeteilt wird, wird Special Support Section genannt. Die anderen Mitglieder dieser Einheit sind Elie MacDowell, Tio Plato und Randy Orlando. Ihre Aufgabe wird sein, den Einwohnern von Crossbell bei ihren Problemen zu helfen.

### Charaktere
- Lloyd Bannings (ロイド　バンイングス): der 18-jährige Anführer der Special Support Section
- Elie MacDowell (エリィ　マクダエル): die 18 Jahre alte Enkelin des Bürgermeisters von Crossbell
- Tio Plato (ティオ　プラトー):  ein 14 Jahre altes geniales Mädchen
- Randy Orlando (ランディ　オルランド): ein 21 Jahre alter ehemaliger Söldner
- KeA (キーア): ein kleines Mädchen, das sein Gedächtnis verloren hat
- Zeit (ツァイト): ein übernatürlicher Wolf
- Sergei Lou (セルゲイ　ロウ): der Gründer und Leiter der Special Support Section

## Veröffentlichung
Das Spiel wurde bislang ausschließlich in japanischer Sprache herausgegeben und auf folgenden Plattformen veröffentlicht:
- 30. September 2010: PlayStation Portable[1]
- 18. Oktober 2012: PlayStation Vita
- 14. Juni 2013: Microsoft Windows
- 23. April 2020: PlayStation 4

2020 erschien unter dem Titel The Legend of Heroes: Trails from Zero lediglich eine englische Fanübersetzung für die PC-Fassung des Spiels. Im selben Jahr kündigte der taiwanesische Publisher Clouded Leopard eine Übersetzung aller Serienteile ins Chinesische und Koreanische an.
Im Juni 2021 wurde angekündigt, dass NIS America das Spiel ins Englische lokalisiere. Die Lokalisierung werde im Herbst 2022 für die PlayStation 4, die Nintendo Switch und Microsoft Windows (über Steam, den Epic Games Store und GOG) erscheinen. Die Übersetzung basiere auf der Fan-Übersetzung der Übersetzergruppe Geofront.

## Rezeption
In der Ausgabe 1138 der Weekly Famitsu (Weekly ファミ通) vom 7. Oktober 2010 erhielt die PlayStation-Portable-Version eine Wertung von 8/8/8/7 = 31 von 40 möglichen Punkten.
Bei den offiziellen japanischen PlayStation Awards 2010 wurde der Titel in der Kategorie User Choice Prize prämiert.